# Ptolemaida (filha de Ptolemeu I Sóter)
Ptolemaida ou Ptolemais, foi uma  das filhas de Ptolemeu I Sóter,  última esposa de Demétrio Poliórcetes e mãe de Demétrio, o Belo, que governou Cirene.  Sua mãe foi Eurídice, filha de Antípatro,  regente da Macedónia.
Em 299 a.C,[carece de fontes?] Ptolemaida ficou noiva de Demétrio Poliórcetes, rei da Macedónia, para firmar um acordo diplomático entre seu pai e Demétrio, celebrado por Seleuco I Nicátor. O casamento ocorreu em 287/6 a.C, pouco tempo depois de Demétrio perder o trono da Macedónia, em 288 a.C para Lisímaco e Pirro de Epiro,[carece de fontes?] em Mileto, e foi Eurídice, mãe de Ptolemaida, quem levou a noiva. O casamento durou cerca de um ano, pois Demétrio foi capturado por Seleuco I Nicátor, enviado para a Cilícia, aonde morreu em cativeiro em 283 a.C. Ptolemaida foi a quinta e última esposa de Demétrio.
Após a morte do marido, Ptolomaida voltou para o Egito.
Demétrio, o Belo, filho de Ptolemaida e Demétrio, foi o primeiro marido de Berenice, filha de Magas de Cirene, rainha de Cirene e futura rainha do Egito quando se casou com Ptolemeu III Evérgeta.